# SC 캄뷔르
SC 캄뷔르 레이우아르던(SC Cambuur Leeuwarden), 약칭 SC 캄뷔르(SC Cambuur)는 1964년 6월 19일에 창단된 네덜란드 레이우아르던의 축구 클럽으로, 현재 에이르스터 디비시에서 활동하고 있다.

## 성적
- 에이르스터 디비시 우승

우승 (1): 1992
- 트베이더 디비시 우승

우승 (2): 1957, 1965

## 선수 명단

### 현역
참고: FIFA 자격 규정에 따라 소속된 국가대표팀 국기를 표시합니다. 선수는 복수의 FIFA 비회원국 국적을 가지고 있을 수 있습니다.
| 번호 | 포지션 | 국적     | 이름            |
| ---- | ------ | -------- | --------------- |
| 9    | FW     | 아일랜드 | 조나단 아폴라비 |
| 16   | DF     |          | 토마스 갈베즈   |

| 번호 | 포지션 | 국적   | 이름          |
| ---- | ------ | ------ | ------------- |
| 99   | FW     | 수리남 | 예레디 히터만 |

## 역대 감독
| 감독            | 임기        |
| --------------- | ----------- |
| 레오 베인하커르 | 1972 ~ 1975 |